# Lael Brainard
Lael Brainard, född 1 januari 1962 i Hamburg i Västtyskland (idag Tyskland), är en amerikansk nationalekonom, professor och statstjänsteman.

## Biografi
Brainard var vice ordförande (vice centralbankschef) för USA:s centralbankssystem Federal Reserve System mellan den 23 maj 2022 och 14 februari 2023. Brainard sade upp sig för att leda USA:s presidents rådgivningsorgan för ekonomiska frågor, National Economic Council.
Tidigare har Brainard arbetat som bland annat forskarassistent och docent för tillämpad nationalekonomi vid Massachusetts Institute of Technology Sloan School of Management; ställföreträdande rådgivare i nationalekonomi och ställföreträdande assistent åt USA:s 42:a president Bill Clinton (D); Clintons representant för G7; undersekreterare för USA:s finansdepartement samt representant för USA:s 44:e president Barack Obama (D) vid G7 och G20. Hon har också varit ledamot i Federal Reserves styrelse mellan 2014 och 2022.
Brainard avlade en kandidatexamen vid Wesleyan University samt en master och en doktor vid Harvard University i nationalekonomi.
Hon är gift med statstjänstemannen och diplomaten Kurt M. Campbell, de har tre barn tillsammans.